# 小倉祇園太鼓

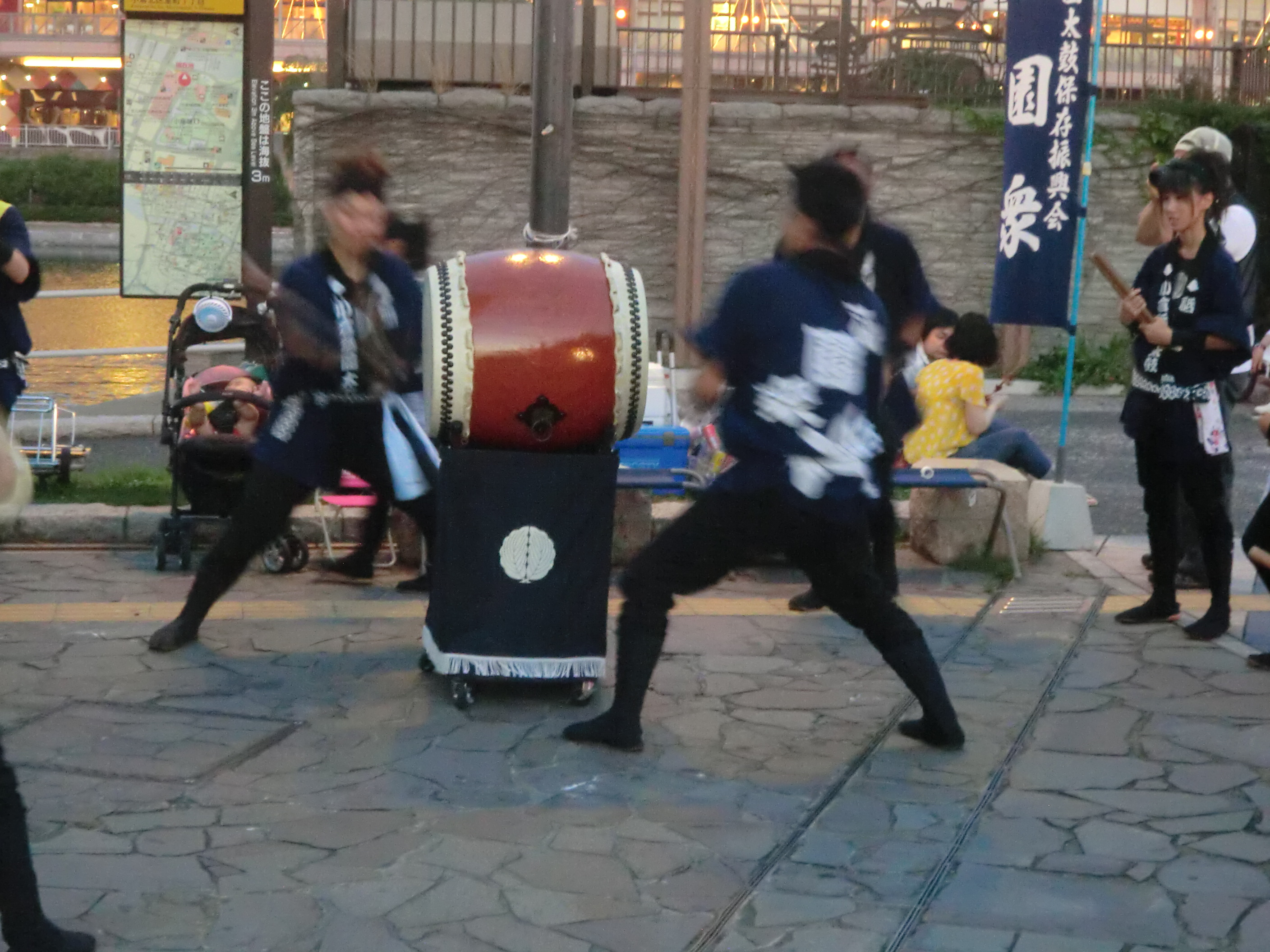
小倉祇園太鼓

小倉祇園太鼓（こくらぎおんだいこ）は、福岡県北九州市小倉北区で行なわれる祭。小倉城内に鎮座している八坂神社の例大祭で、江戸時代以来、約400年の歴史を有する古い祭りである。京都の祇園祭、博多の博多祇園山笠と共に「全国三大祇園」に数えられることもあり、また福岡県内では博多祇園山笠、戸畑祇園大山笠と共に「福岡県の三大祇園祭」と数えられることもある。
小倉祇園太鼓は太鼓とすり鉦（ヂャンガラ）による演奏が主役となる「太鼓祇園」である。演奏のスタイルには山車に太鼓を設置し叩きながら練り歩く「廻り太鼓」と、台に設置した太鼓を叩く「据え太鼓」が存在する。太鼓の音には天下泰平、国土安泰、五穀豊穣、商売繁盛、家内安全を願う意味が込められ、古来より「祇園風に吹かれると夏患いせぬ」といわれる。
太鼓の太さは一尺三寸から一尺五寸までが定式とされるが、まれに一尺七寸、二尺のものも存在する。太鼓の材料にはケヤキの木が使われる。
全国に存在する祭に多い女人禁制は敷かれていない（後述）。

## 歴史

### 起源
小倉祇園太鼓が始まったのは元和4年（1618年）のことである。この年、豊前国一帯は干ばつ、疫病、暴風雨による水害などに悩まされていた。当時の藩主細川忠興は家宝を換金して被災者救済にあて、自らも八坂神社に参籠したところ平穏を取り戻したことから、領民を招いて旧暦の6月10日から三日三晩、京都の祇園祭をもとにした盛大な祇園祭を行ったのが始まりとされる。当時は能行事の形式を取っており、楽器も鉦、鼓、笛が使われ、まだ太鼓は使われていなかった。
その後藩主が小笠原家に変わっても祇園祭は継続され、治民対策として大いに奨励された。太鼓を打つようになったのは小笠原忠雄が藩主であった万治3年（1650年）のことで、囃方の清五郎が江戸の神田祭、山王祭の囃方からヒントを得て考案し、地元の少年4人に教えたのが始まりとされる。当時から小倉祇園太鼓の日には多くの人出があり、元禄16年（1703年）の舟番所の記録には祭りの二日前の時点で他国からの見物の船が212隻、人数が1335人とあり、豊前国内や筑前などから訪れる陸路での見物客も含めると、かなりの人出があったことがうかがえる。このため古くから「関の先帝　小倉の祇園　雨が降らねば金がふる」といわれた。これは小倉祇園太鼓や下関の先帝祭は雨に見舞われることが多いが、晴れると多くの人が集まり、町では大いに商売繁盛するという意味である。
当時の小倉祇園太鼓は神輿に飾り山、踊車、笠鉾が巡行し練り歩くもので、城主が在国の年には城内に練り込み、城主が物見櫓からそれを見物したという。当時は京都の祇園祭で使われるような飾り付けをした山車が用いられており、太鼓は前後から六尺棒で担いで中央に提灯をつるした笹竹を立て、歩きながら打ったという。

### 幕末以降
幕末から明治時代を境に祭りの様式は大きく変化することになる。そのきっかけとなったのは幕末の慶応2年（1866年）に起こった長州戦争である。小倉では小倉藩を含む幕府軍と長州軍の戦闘が行われたが戦闘は幕府側の敗北に終わり、援軍を失った小倉藩は小倉城に火を放って香春に撤退する事を余儀なくされた。さらに、この機に乗じて小倉藩領を制圧しようと長州軍が小倉に侵攻。これに対して小倉藩は各地でゲリラ戦を行うなどして抵抗し戦闘は長期化した。この戦いによって城下町は疲弊し、祭りの古式が失われていったという。現在の山車に太鼓を載せるスタイルが確立されたのは明治時代末期ころからだという。
昭和18年（1943年）10月28日には岩下俊作の小説「富島松五郎伝」を原作とした「無法松の一生 (1943年の映画)」（阪東妻三郎主演）が大映から公開され、小倉祇園太鼓の名が全国に広まることとなった。さらに、昭和33年（1958年）に東宝から公開された三船敏郎主演の『無法松の一生 (1958年の映画)』はヴェネツィア国際映画祭の金獅子賞（最高賞）を受賞しており、小倉祇園太鼓は世界中に知られることとなった。
同年4月3日には福岡県の指定無形民俗文化財に指定される。昭和34年（1959年）には地元の青年会議所の結成5周年事業としてJR小倉駅前に「祇園太鼓を打つ少年像」が建立された。この銅像の原型制作は、米治一（こめじいち）（1896～1986）。東京美術学校彫刻科出身で生涯2000基以上の銅像を手がけた著名な銅像作家である。この際銅像を模した太鼓人形が土産物として販売され、意匠権によって得た資金が「銅像奨学金」として地元の高校生に無償で提供された。ちなみに、銅像のモデルとなったのは前年のコンクールで優勝した旭町の子供会チームで、銅像の台座には区内の各町内会や子供会が持ち寄った小石が詰め込まれている。

### 昭和後期～現在
昭和50年代中頃以降になると、地元のバスガイドや百貨店の女性社員も参加するようになり、女性の打ち手が急増した。それ以前は女性が太鼓を打つことはほぼなく、山車をひく程度であった。以降は、女性も祭りへの参加が認められているほか、企業の参加も認められるようになり、北九州市役所の各部局、JR九州、JR西日本、一部の中学校などが参加し、さらには地域外の人や団体にも門戸を広げていき、以前とはかなり様相が異なっている。また、太鼓を載せた山車は子供たちが掛け声をかけて引いていたが、少子化により山車を引く児童が減少したために競演会に据え太鼓部門が創設された。太鼓を地面に据えて打つ据え太鼓の拡大は女性の打ち手増加も後押しした。
近年では「保存会」と称して祭り期間にこだわらず、年間を通して活動している団体も多数存在するようになったが、一方で保存会が乱立し、決められた時間や場所を守らないなどのマナー違反も指摘されている。近年、祭りの保護を行う小倉祇園太鼓保存振興会は神事としての品位や伝統を守る目的で様々な策を取っており、四ヶ条からなる「会員心得」、九ヶ条からなる「打ち手心得」を制定するなどしてマナー向上を図っている。
保存振興会は、小倉の街の「開放性」にあやかって「何でも受け入れる気質があり、それが祭りを盛り上げてきた。その分、伝統を守る力は弱くなりがちだが、新しい参加者も技をしっかり身につけて、さらに盛り上げていってほしい。」とも述べている。
平成31年（2019年）2月8日、文部科学省の文化審議会は、「小倉祇園祭の小倉祇園太鼓」を国の重要無形民俗文化財に指定すると答申し、今後正式に国指定が決定される運びとなった。

## 日程
小倉祇園太鼓の日程は何度も変化している。当初は6月10日から行われたというが、その後7月10日から12日の3日間となり、昭和62年（1987年）からは7月の第三金土日となって現在に至っている。年によっても詳細は異なるが、現在の日程はおおむね以下の通りである。
まず、春に神を迎えるにあたって町内や家を清める「敷地祓い」が行われる。7月初めには「打ち初め式」が行われ、太鼓の稽古が解禁される。1週間ほど前には八坂神社で「お汐井取り」が行われる。この頃から町には高注連や幟、葉付き竹などが掲げられるようになる。前日の木曜日には「KBCラジオ 歌の祭典 小倉祇園前夜祭」がアルモニーサンクで開催され、演歌歌手のステージや祇園太鼓が披露される。しかし2025年以降同ホール休館のため中止。夜には八坂神社に参拝してから山車が町内を廻る「宵祇園」が行われる。
祭りの初日には八坂神社で御神幸祭が行われる。午前中に神事が行われたあと、神輿や山車などからなる御神幸行列が八坂神社を出発して田町、室町、京町、馬借、魚町と巡りながら常盤橋のそばに設けられた御旅所へ向かう。
2日目の朝に神輿は御旅所を出発し、昼ごろに八坂神社に還幸する。町では競演大会が行われる。競演大会は町内会（大人組、少年組）と企業の3つの部門に分けられており、毎年数十チームが参加する。
3日目には据え太鼓の競演会が行われ、夜には小倉中心部で各町内の山車が競演する「太鼓広場」が行われる。
かつて7月の10日から12日に開催されていた頃は10日の夕方から各町内を廻っていた。11日は昼に競演会が行われ、夜は中心部の中央銀座通りとみかげ通りを使って「太鼓広場」が行われた。

## 太鼓の打法
小倉祇園太鼓の最大の特徴は全国でも珍しい両面打ちを行う点である。両面の打ち手の役割は明確に区別されており、それぞれ「ドロ」（濁）、「カン」（甲）と呼ばれ、刻むリズムや音の高さが異なる。ドロとカン、それにヂャンガラ（ジャンガラ：表記揺れ）が三位一体となる事で小倉祇園太鼓独特の賑やかなリズムが生まれる。
ドロは「ドンコドンコ…」と単調なリズムを刻む。ドロは全体の基本調となるもので、少し鈍い濁音を出す事からこの名がある。「裏」（うら）「元」（もと）とも呼ばれる。
カンは甲高い音を出す事からこの名があり、「ドンコ、ドンコ、ドンコドンコ、ドドンコドン、スットンスットンドコドコドドンコドン、ドンコドンコドン」とリズムが複雑であることからドロを習得した上級者がこれを務める。「表」（おもて）「本」（ほん）とも呼ばれる。ヂャンガラは賑やかさを加えるほかに全体のリズムを調整する役割があり、ドロ、カンを習得した実力者がこれを務める。　
細かい打ち方は各町内や個人ごとにも微妙に異なるが、足を八文字に開いて歩きながらゆっくりと拡張高く、元気いっぱいに叩くのが古式である。また、腰を柔らかくして手首と足とで打つのが古来より秘法とされている。
小倉祇園太鼓の特徴としては「ト・トン・（無音）…」の「独特な三拍子」ともされる三拍子ではあるが、厳密な三拍子と違い無音の部分はテンポによっては短くもなる。昨今演者によって勝手にアレンジされて四拍子になってしまう叩き方もみられるが、小倉祇園太鼓保存振興会が伝統的としてる正調は三拍子である。テンポはゆったりなまま演奏を終えるのと徐々にスピードを上げる早打ちの演奏もよく見られるがその場合も「トトン」の三拍子は維持される。ヂャンガラも「シャ・シャン・（無音）…」と太鼓に合わせて三拍子である。
掛け声は「あっ　やっさ　やれやれやれ」。また、子供会などが運営する山車では、太鼓と共に「小倉祇園ばやしが唄われる。作詞は詩人で到津遊園（現到津の森公園）の園長なども務めた阿南哲郎。

### 小倉祇園ばやし
- 小倉名物太鼓の祇園。太鼓打ち出せ元気出せ。あっやっさやれやれやれ。
- 小倉祇園さんはお城の中よ。赤い屋根から太鼓が響く。あっやっさやれやれやれ。
- 太鼓打つ音海山越えて。里の子供も浮かれ出す。あっやっさやれやれやれ。
- 笹の提灯太鼓にゆれて。夜は火の海小倉の祇園。あっやっさやれやれやれ。
- 八坂祇園さんに揃うて詣れ。揃い浴衣でみな詣れ。あっやっさやれやれやれ。

### 無法松の「暴れ打ち」
昭和18年の『無法松の一生 (1943年の映画)』で、稲垣浩監督は太鼓打ちの田中伝次に映画ならではの「暴れ打ち」の考案を依頼した。田中は本来の祇園太鼓とは違う、「裏打ち」のリズムを早くして表打ちのリズムを速めていく「無法松版祇園太鼓」を考案した。
映画の公開後、劇中で見せたこの田中の創作した「暴れ打ち」に影響され、諸国でいろいろな太鼓が生まれることとなった。「太鼓の裏打ちでリズムをとる」打法は『無法松の一生』の中での「小倉の祇園太鼓」が初めてであり、諸国で現在見られる「裏打ち太鼓」はすべて映画『無法松の一生』にヒントを得たものである。

## 装束
装束は正式には「向こう鉢巻・浴衣又は法被姿とし、白足袋に草履とする」と決められている。しかし新しく作られた幾つかの団体は半纏を着用するところもある。
かつては神輿に巡行する際には家主は紋付き袴を着用し、家主ではない者や子供たちは形付きのおそろいの浴衣（ただし、かつて八坂神社があった鋳物師町は神職の仮装）を着用したという。
映画『無法松の一生』では無法松がふんどし一丁で太鼓を叩く描写があるが、あくまで映画の衣装であり実際のものとは異なる。小倉に限らず、北九州市内の他の山笠祭りでも締め込み（ふんどし）を着用する所は存在せず、筑豊地区でも締め込みになるのは飯塚山笠など極少数に留まる。

## ギャラリー

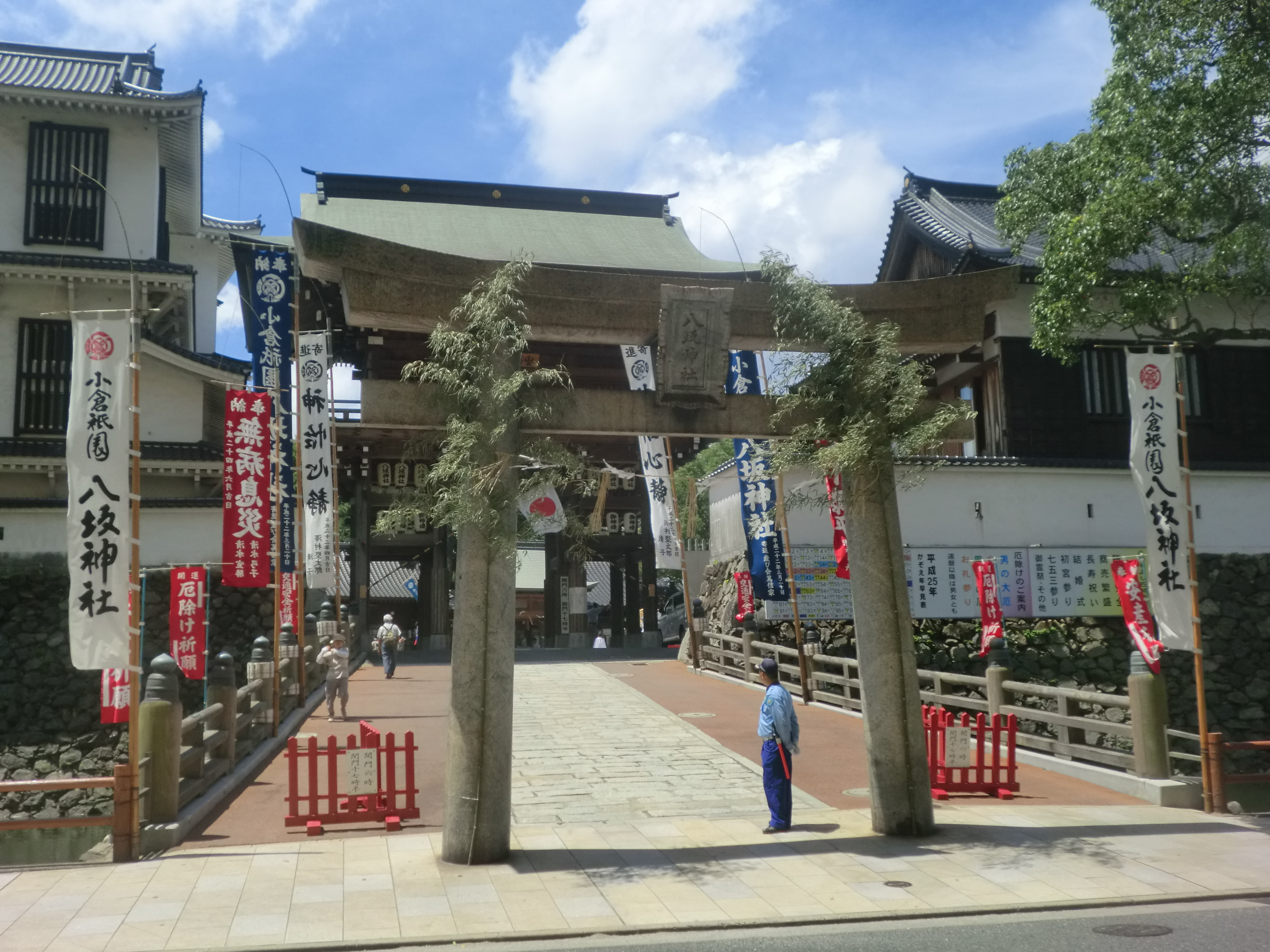
小倉祇園太鼓当日の八坂神社
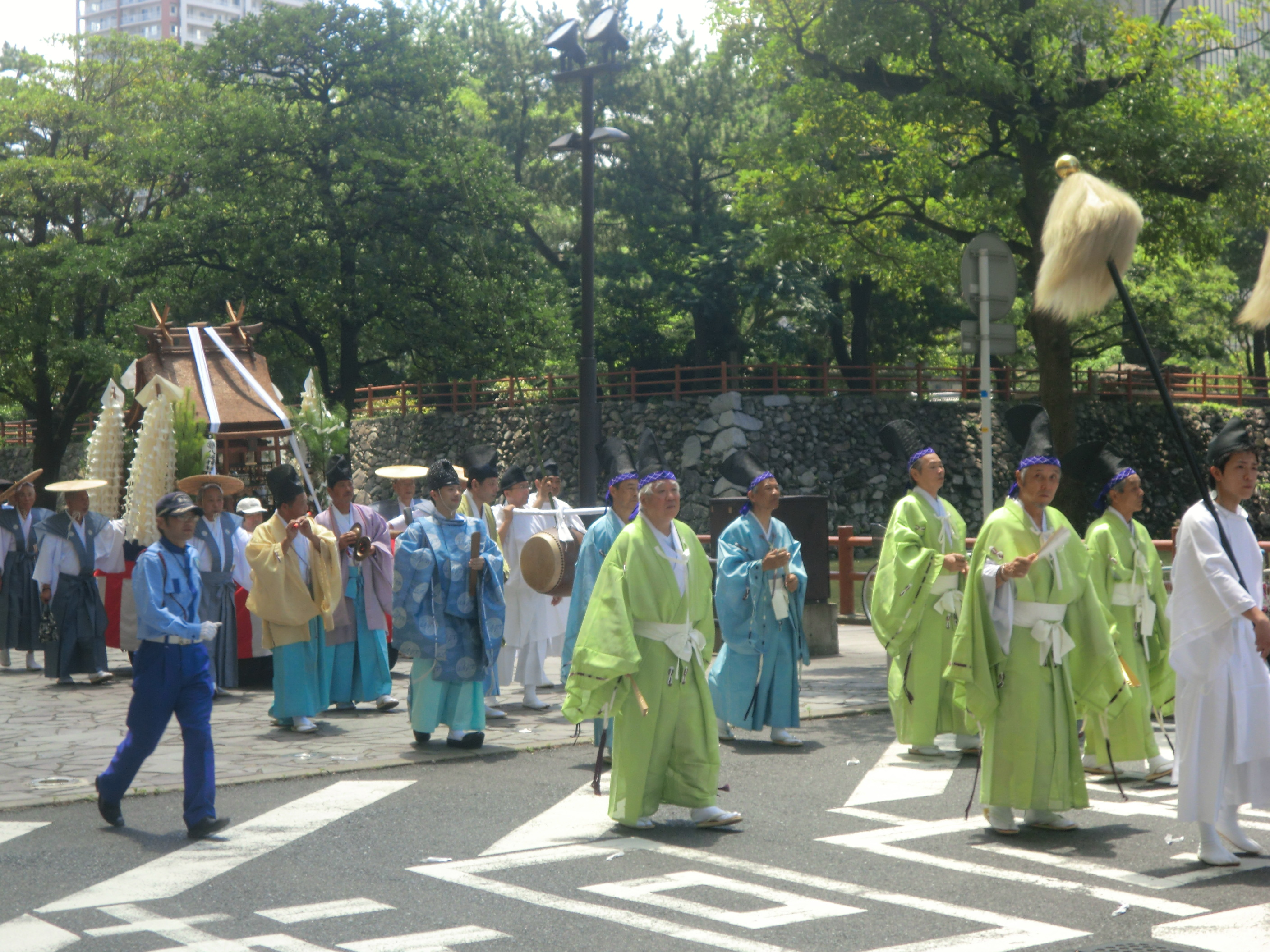
御神幸祭の様子（八坂神社前）
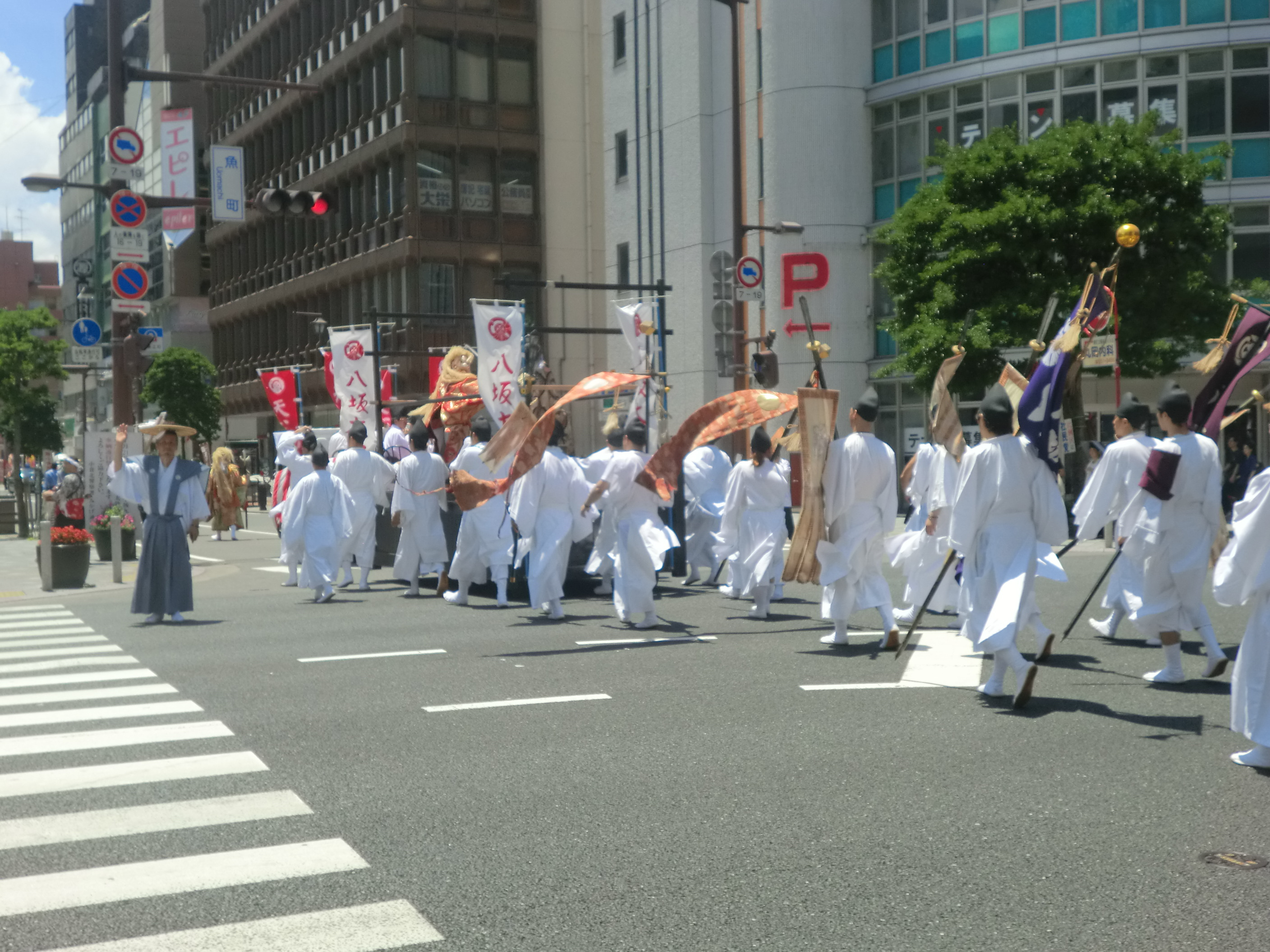
御神幸祭の様子（魚町）
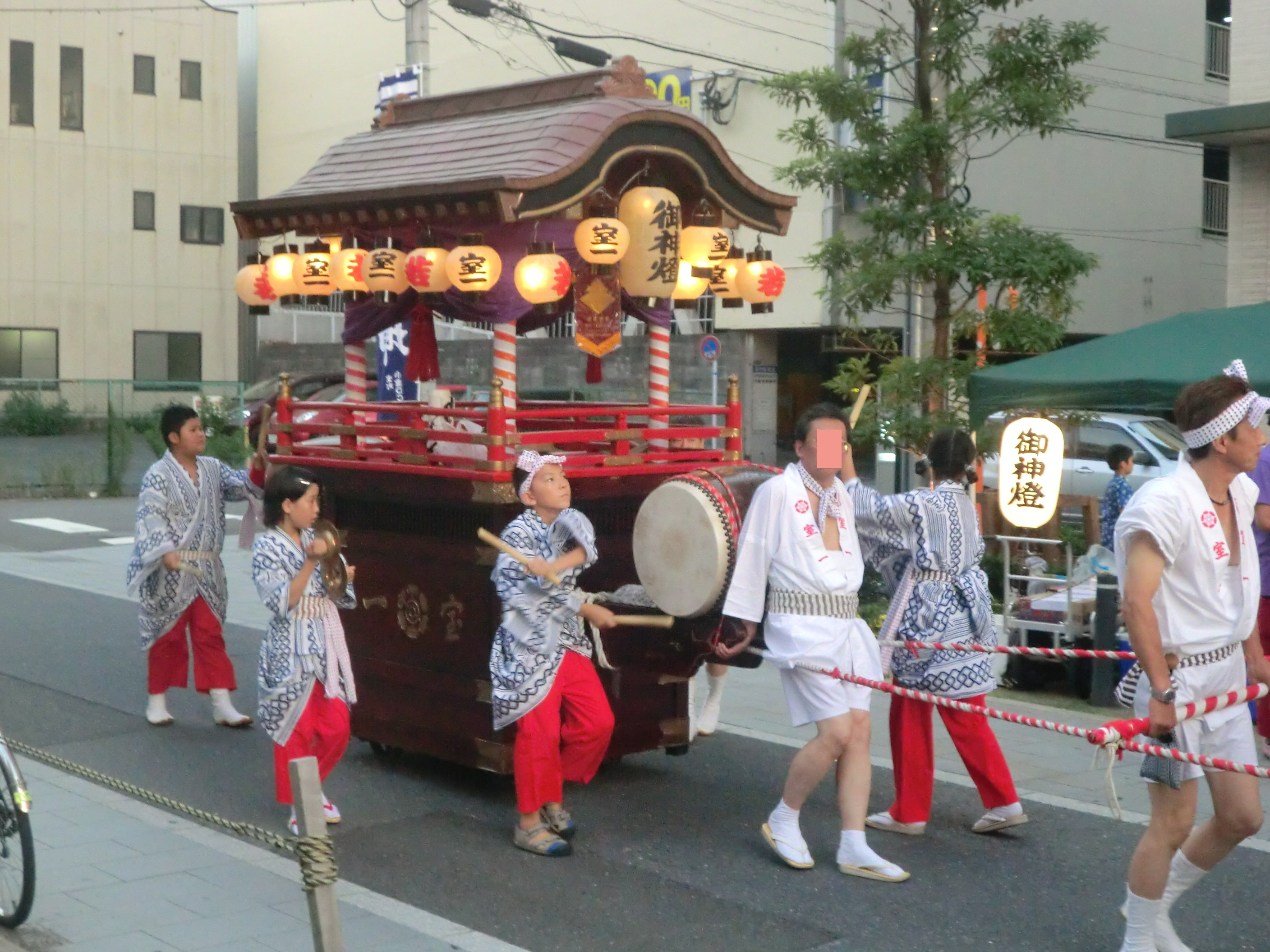
室町一丁目の山車
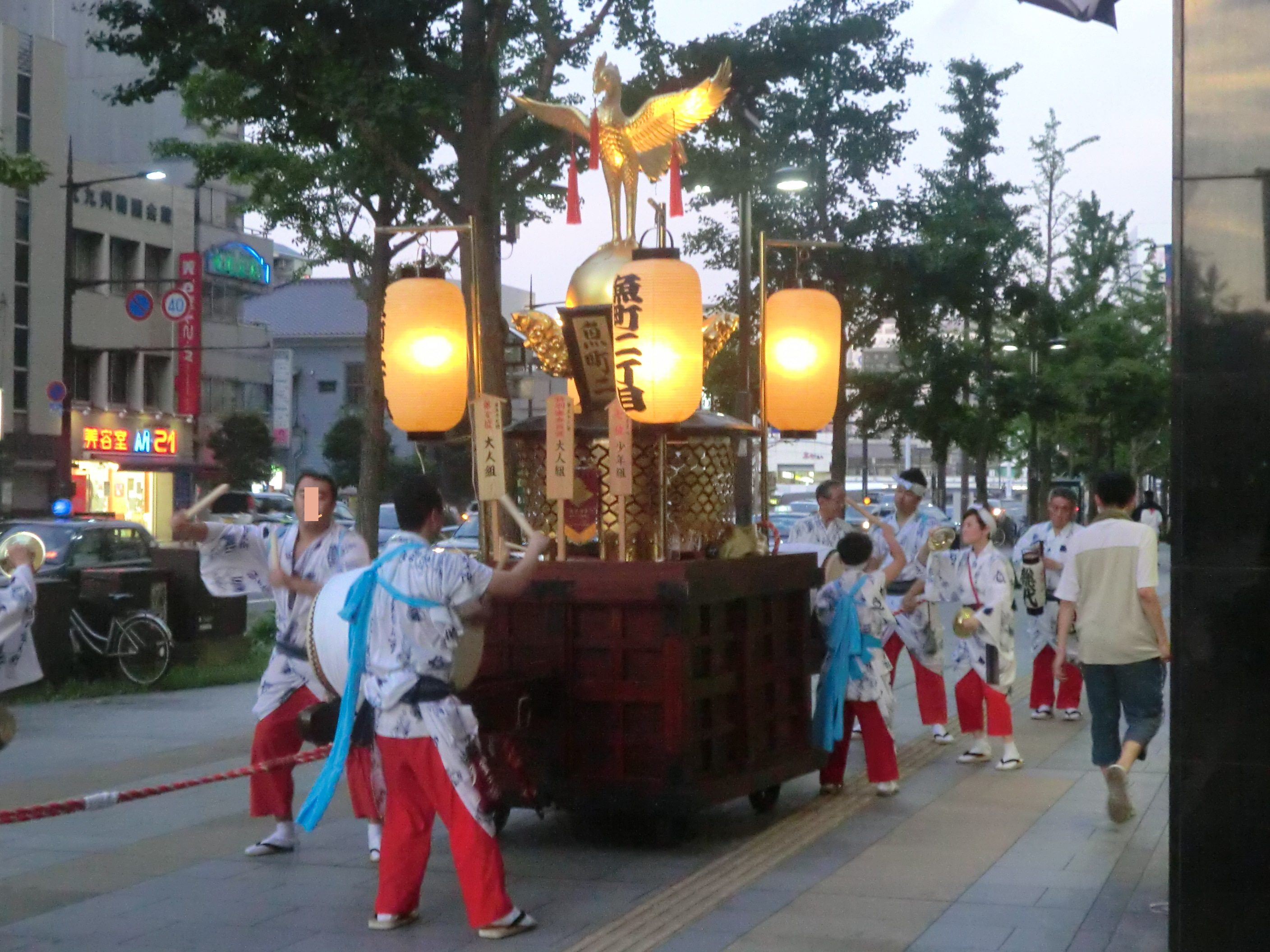
魚町二丁目の山車
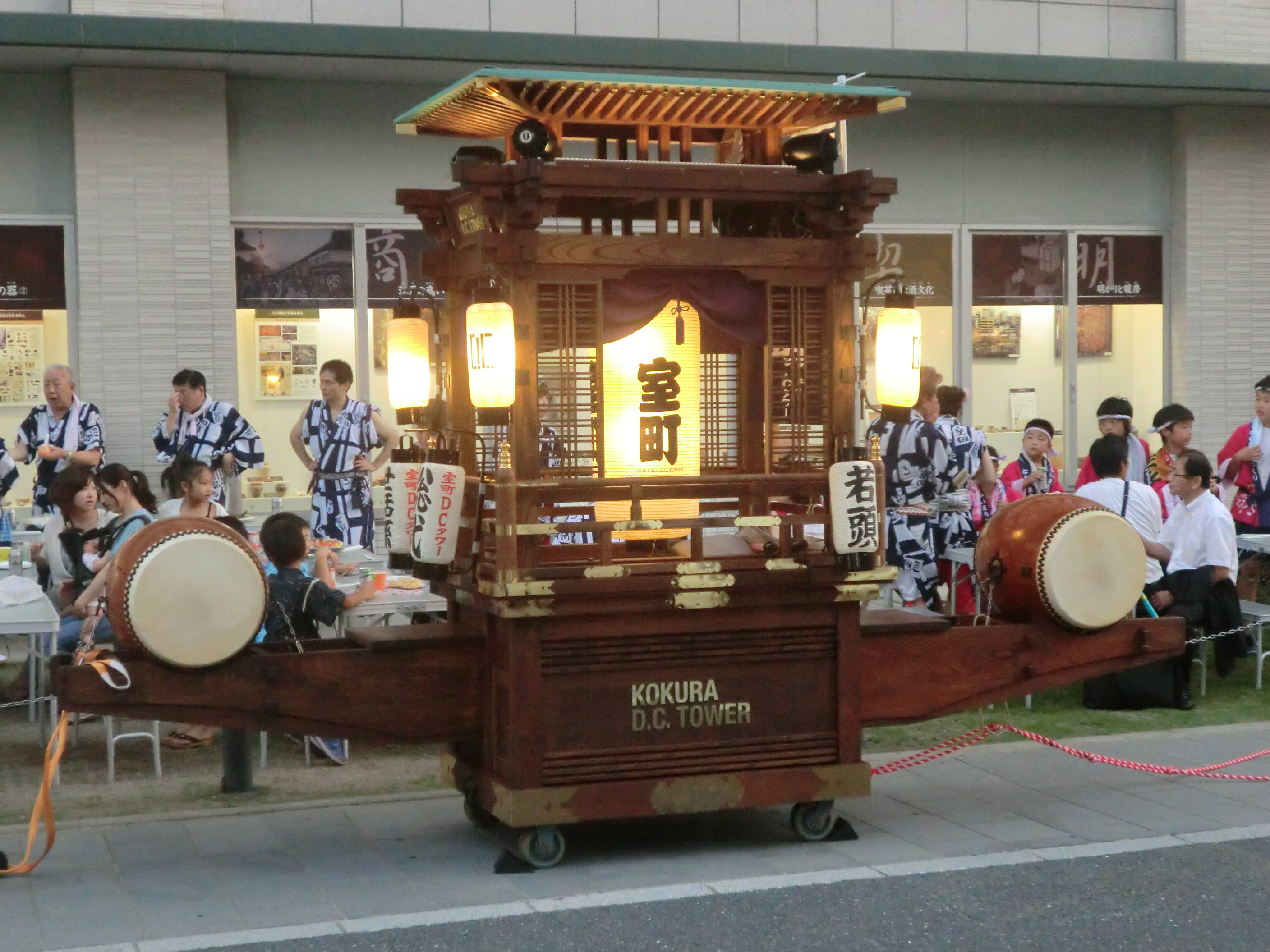
小倉D.C.タワーの山車
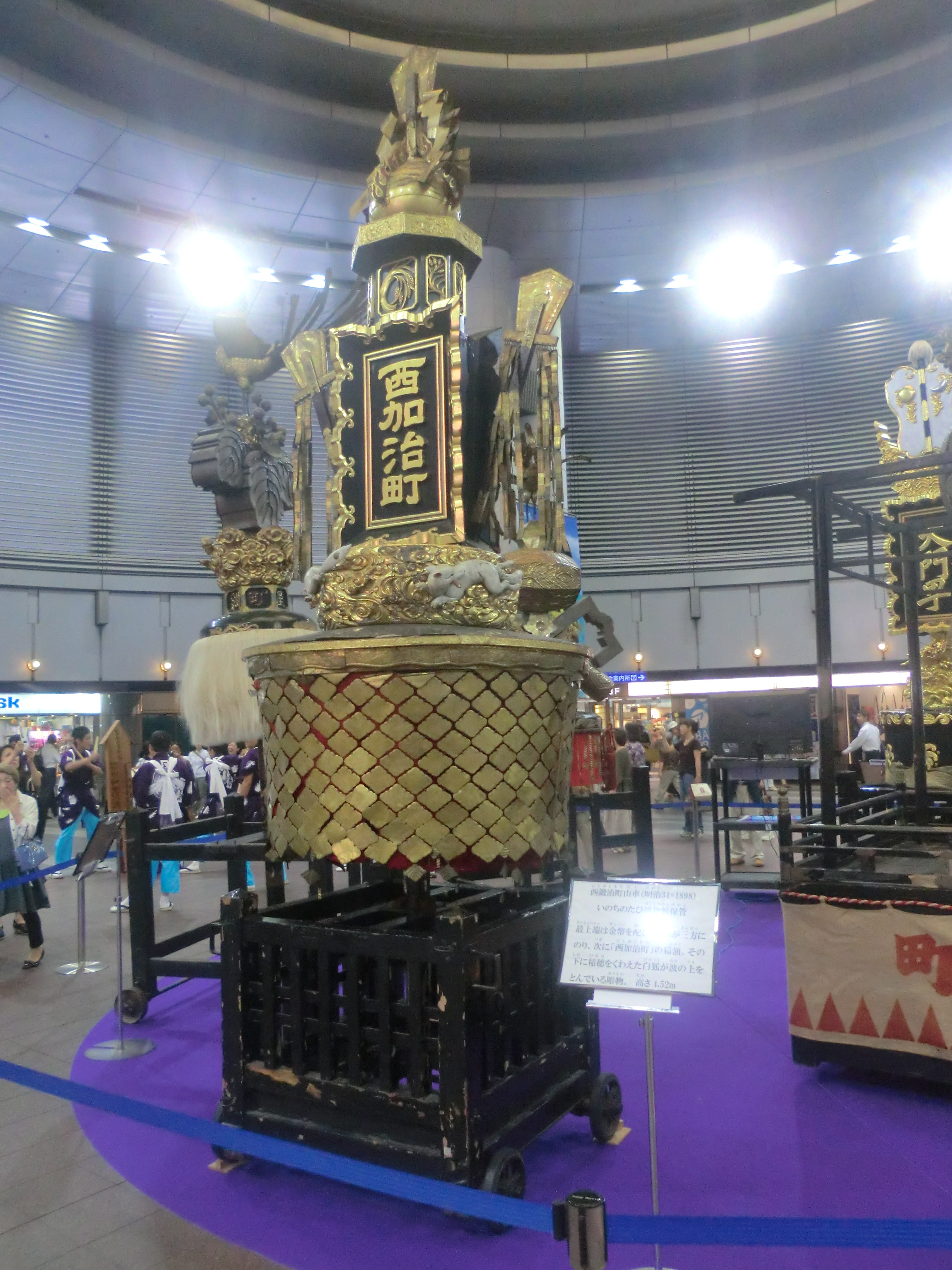
明治時代に使われていた山車
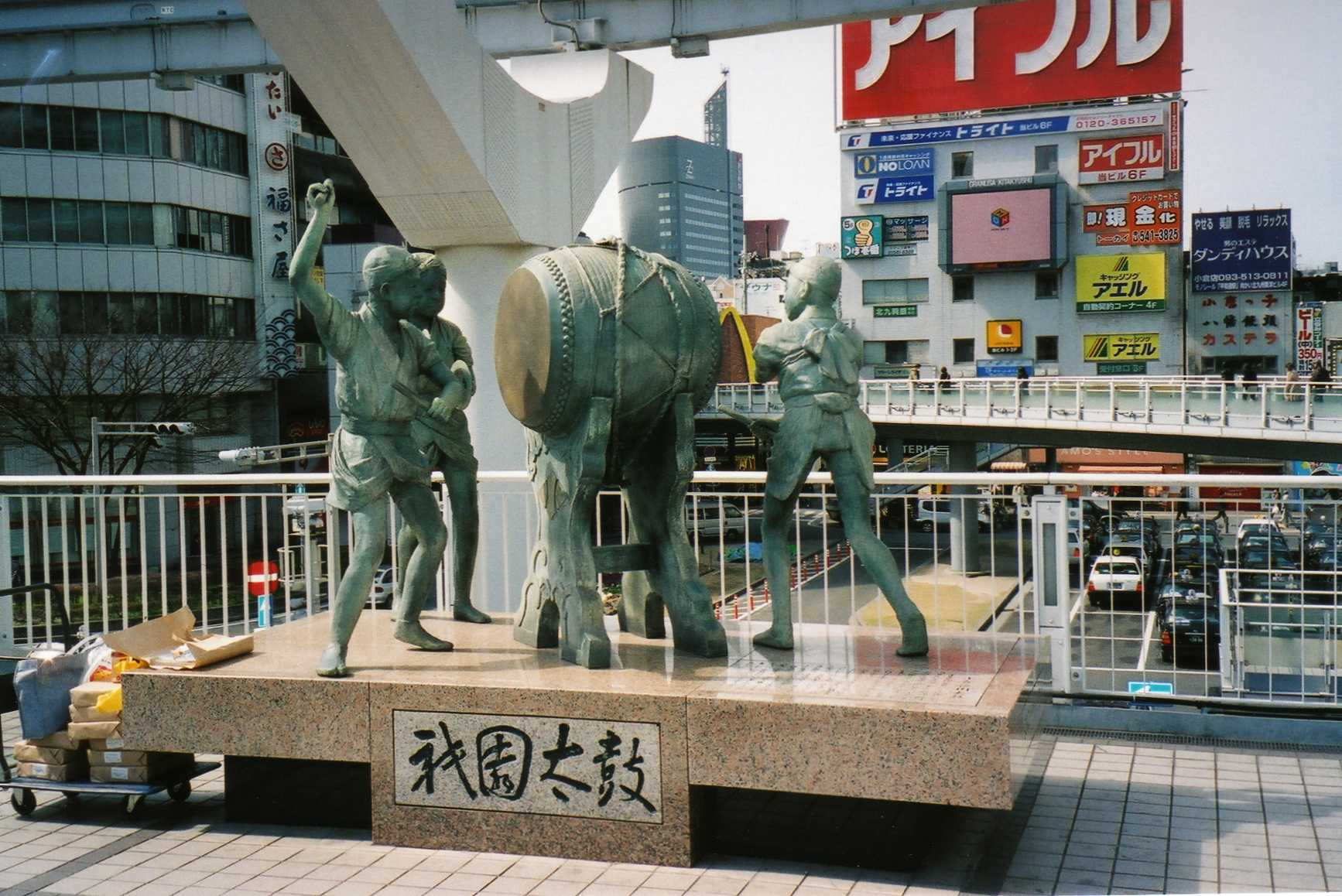
JR小倉駅前の「祇園太鼓を打つ少年像」